# Guy Boissière
Guy Boissière, né le 11 mai 1929 à Châteaudun et mort le 20 décembre 2005 à Rouen, est un entraîneur de natation français.
Il a entraîné les Vikings de Rouen (à partir de 1952) et a été responsable de l'équipe de France (de 1960 à 1991). Il a été désigné meilleur entraîneur français tous sports confondus par l'académie des sports en 1986. Il s'est notamment occupé des nageurs Michel Rousseau, Alain Mosconi et Stéphan Caron.
Depuis mars 2006, un centre sportif (piscine, patinoire) situé sur l'Île Lacroix à Rouen porte son nom. 
Il a été le compagnon de Catherine Grojean.